# Episodi di The Intern (seconda stagione)
La seconda stagione della serie televisiva The Intern, composta da 6 episodi, è stata trasmessa in Francia dal 14 al 28 febbraio 2017 sul canale France 3.
In Italia la stagione è andata in onda dal 26 ottobre al 9 novembre 2017 sul canale a pagamento Fox Crime.
| nº | Titolo originale     | Titolo italiano        | Prima TV Francia | Prima TV Italia |
| -- | -------------------- | ---------------------- | ---------------- | --------------- |
| 1  | Sept ans de malheur  | Non è mai troppo tardi | 14 febbraio 2017 | 26 ottobre 2017 |
| 2  | Un étudiant modèle   | Doppia identità        | 14 febbraio 2017 | 26 ottobre 2017 |
| 3  | Guet-apens           | In cerca di vendetta   | 21 febbraio 2017 | 2 novembre 2017 |
| 4  | Cuisine pour tous    | Incubo in cucina       | 21 febbraio 2017 | 2 novembre 2017 |
| 5  | Une histoire d'amour | Un amore pericoloso    | 28 febbraio 2017 | 9 novembre 2017 |
| 6  | Pointes de sang      | Ambizione letale       | 28 febbraio 2017 | 9 novembre 2017 |